# Sigfús Einarsson
Sigfús Einarsson (* 30. Januar 1877 in Eyrarbakki; † 10. Mai 1939 in Reykjavík) war ein isländischer Komponist.
Sigfús war Autodidakt. Er wirkte als Gesangslehrer, Dirigent und seit 1913 Organist an der Dómkirkjan in Reykjavík und gilt als einer der Begründer einer eigenständigen isländischen Musik.
Er komponierte Klavierstücke, Lieder und Chorwerke. Besonders bekannt wurde seine Festkantate.
| Personendaten    | Personendaten          |
| ---------------- | ---------------------- |
| NAME             | Sigfús Einarsson       |
| ALTERNATIVNAMEN  | Einarsson, Sigfús      |
| KURZBESCHREIBUNG | isländischer Komponist |
| GEBURTSDATUM     | 30. Januar 1877        |
| GEBURTSORT       | Eyrarbakki             |
| STERBEDATUM      | 10. Mai 1939           |
| STERBEORT        | Reykjavík              |